# Philoponella herediae
Philoponella herediae es una especie de araña araneomorfa del género Philoponella, familia Uloboridae. Fue descrita científicamente por Opell en 1987.
Habita en Costa Rica.